# Stromingen (Lijnschooten)
Stromingen is een compositie voor fanfareorkest van de Nederlandse componist Henk van Lijnschooten. De opdracht voor dit werk werd verstrekt door de stichting Amsterdams Fonds voor de Kunst. 